# Kunigunda Češka
Kunigunda Češka  (češko Kunhuta Přemyslovna, poljsko Kunegunda Czeska) je bila najstarejša hči Otokarja II. Češkega in njegove druge žene Kunigunde Gališke, * januar 1265, Praga, † 27. november 1321.
S poroko z Boleslavom II. Mazovskim je postala vojvodinja  Mazovije. Kasneje je postala opatinja samostana svetega Jurija na Praškem gradu.

## Življenje
Kunigundo so leta 1277 zaročili s Hartmanom Nemškim, sinom 
Rudolfa I. Nemškega in njegove prve žene Gertrude Hohenberške. Poroka naj bi  vzpostavila  mir med Nemčijo in Češko, vendar so zaroko čez eno leto razdrli. Kunigundin brat Venčeslav se je  leta 1285 kljub temu poročil s Hartmanovo sestro Judito Habsburško. Kunigundina sestra Neža je sledila njegovemu  zgledu in se poročila s Hartmanovim braton,  avstrijskim vojvodom Rudolfom II.
Ker Kunigunda ni imela drugih ženitnih ponudb, je vstopila v Red  revnih gospa  v Pragi, kjer je ostala nekaj let, dokler ji ni njen brat, takrat že  kralj Venčeslav II., ukazal, da se poroči z Boleslavom II. Mazovskim.

### Poroka
Po smrti Leška II. Črnega je Venčeslav II. zahteval poljski prestol, kar je povzročilo državljansko vojno. Veliko poljskih plemičev in državljanov je želelo, da Poljski vlada Vladislav I. Kratki. Venčeslav ni imel dovolj moči, da bi obdržal Poljsko, zato se je odločil, da bo Kunigundo poročil z Boleslavom II. Mazovskim, kar bi ustvarilo trdno zavezništvo z močnim poljskim plemičem.
Kunigundina poroka z Boleslavom je bila leta 1291. Postala je druga Boleslavova žena. Njegova prva žena Gaudemunda Litovska le umrla leta 1288. Boleslav je imel z njo tri otroke: Boleslava, Sjemovita II. in Ano.
Poroka je Venčeslavu zagotovila udobnejši položaj. Med Vladislavovim obleganjem obleganjem Sieradza je imel v Boleslavu zanesljivega zaveznika. 
Boleslav in Kunigunda sta imela dva otroka:
- Venčeslava Ploškega (ok. 1293 - 1336), vojvodo Plocka,[2] in
- Eufrozino (ok. 1292 – 26. december 1328/1329),[2] poročeno z Vladislavom Oświęcimskim.

Zavezitvo med svakoma ni bilo trajno. Boleslavov brat Konrad je umrl brez preživelih otrok. Nekaj svoje zemlje je zapustil mlajšemu bratu, preostalo pa, na Boleslavovo veliko žalost, kralju Venčeslavu. Užaljeni  Boleslav je prenehal podpirati Venčeslavovo  vladavino na Poljskem in Kunigundo poslal nazaj v Prago. Par se je uradno ločil leta 1302.

### Kasnejše življenje
Po vrnitvi v Prago je Kunigunda vstopila v samostan v. Jurija v Praškem gradu in postala opazinja. V tem času je naročila izdelavo razkošnega ilustriranega rokopisa, znanega kot Pasijon opatinje Kunigunde.